# Kiriholmen
Kiriholmen, finska: Kiriholma, är en ö i Finland. Den ligger i Skärgårdshavet och i kommunen Salo i den ekonomiska regionen  Salo i landskapet Egentliga Finland, i den sydvästra delen av landet. Ön ligger omkring 56 kilometer sydöst om Åbo och omkring 110 kilometer väster om Helsingfors.
Öns area är 2,7 hektar och dess största längd är 360 meter i sydväst-nordöstlig riktning. Ön höjer sig omkring 10 meter över havsytan. I omgivningarna runt Kiriholmen växer i huvudsak barrskog.